# Delocheilus obscurus
Delocheilus obscurus är en skalbaggsart som beskrevs av Aurivillius 1925. Delocheilus obscurus ingår i släktet Delocheilus och familjen långhorningar. Inga underarter finns listade i Catalogue of Life.